# Photios II.
Photios II. (auch Fotios, griechisch Φώτιος Βʹ; * 1874 auf Büyükada, Prinzeninseln als Dimitrios Maniatis; † 29. Dezember 1935 in Istanbul) war von 1929 bis 1935 Ökumenischer Patriarch von Konstantinopel.

## Leben
Nach der Grundausbildung besuchte er die Zarifeio Hochschule in Philippopolis in Bulgarien. Danach studierte er Theologie in Athen und Philosophie in München. 1902 wurde er zum Diakon geweiht. Daraufhin kehrte er nach Plovdiv zurück. Von 1906 bis 1914 war er Exarch von Philippopolis. 1914 wurde er nach Ausbruch des Ersten Weltkriegs gezwungen, Bulgarien Richtung Griechenland zu verlassen, und wurde ein Jahr später Auxiliarbischof von Eirinoupolis. Photios II. sprach fünf Sprachen (Griechisch, Türkisch, Französisch, Deutsch und Bulgarisch).
Am 7. Oktober 1929 wurde er vom Heiligen Synod zum Patriarchen von Konstantinopel gewählt und als Ehrenoberhaupt der orthodoxen Christenheit feierlich inthronisiert. Während seines Patriarchats verbesserte sich das Verhältnis zwischen Griechenland und der Türkei deutlich. 1931 konnte ihm in einer politischen Tauwetter-Phase der griechische Ministerpräsident Venizelos im Phanar seine Aufwartung machen. Bei diesem Anlass sprach ihn der türkische Staatspräsident Atatürk offiziell mit dem Patriarchentitel an, obwohl die Behörden der Republik diese Titulatur eigentlich nicht anerkennen.
Durch die Ernennung des späteren Patriarchen von Konstantinopel Athenagoras I. (eigtl. Aristokles Spyrou) zum Erzbischof von Nord- und Südamerika mit Sitz in New York versuchte er die Probleme der orthodoxen Kirche in Amerika zu lösen. Photios II. starb am 29. Dezember 1935 im Alter von 61 Jahren. Zu seinem Nachfolger wurde der Metropolit Benjamin Christodoulou (Patriarch Benjamin I.) gewählt.
| Vorgänger     | Amt                                    | Nachfolger  |
| ------------- | -------------------------------------- | ----------- |
| Vasilios III. | Patriarch von Konstantinopel 1929–1935 | Benjamin I. |

| Personendaten    | Personendaten                                 |
| ---------------- | --------------------------------------------- |
| NAME             | Photios II.                                   |
| ALTERNATIVNAMEN  | Fotios II.; Maniatis, Dimitrios (Geburtsname) |
| KURZBESCHREIBUNG | Patriarch von Konstantinopel                  |
| GEBURTSDATUM     | 1874                                          |
| GEBURTSORT       | Prinzeninseln (Adalar)                        |
| STERBEDATUM      | 29. Dezember 1935                             |
| STERBEORT        | Istanbul                                      |